# Khalanga (Jajarkot)
Khalanga (Nepali खलङ्गा) ist eine Kleinstadt und ein ehemaliges Village Development Committee (VDC) im Distrikt Jajarkot in West-Nepal.
Im Jahr 2015 wurden drei Nachbargemeinden mit Khalanga zur neu gegründeten Stadt Bherimalika zusammengefasst.
Khalanga liegt oberhalb des Flusstals der Bheri auf einer Höhe von 1225 m. Khalanga ist Sitz der Distriktverwaltung.

## Einwohner
Bei der Volkszählung 2011 hatte Khalanga 12.186 Einwohner (davon 6069 männlich) in 2523 Haushalten.